# 北盤江
北盤江（ほくばんこう、拼音: bĕi pán jiāng）は、中国南部（華南地区）の雲南省東部と貴州省西南部を流れる川であり、珠江水系の西江（せいこう）の上流で左岸から合流する支流である。長さは456キロメートル、流域面積は2万6,357平方キロメートル。

## 流路
北盤江は、雲南省曲靖市沾益区の北部にある馬雄山に発する。北へ流れて宣威市市街地を通るが、この付近では盤龍河と称する。さらに宣威市の市域を北に流れ、来賓街道の盤龍村で東南に向きを変える。この付近では宗范河と称する。田壩鎮の米田村で右岸から亦那河を合流した後は東北に向きを変え、革香河という名に変わる。革香河は東北に向けて流れ、田壩鎮の万家口子で拖長江と合流し、雲南と貴州両省の境界を東北方向に向けて23.2キロメートル流れ、貴州省水城県都格鎮の西北で左岸支流の可渡河を合わせて東南に向きを変え貴州省に入る。ここから北盤江と称するようになる。
北盤江は貴州省を東南に向けて流れ、水城県、普安県、六枝特区、晴隆県、関嶺プイ族ミャオ族自治県、興仁市、貞豊県、鎮寧プイ族ミャオ族自治県を通り、最後に望謨県と冊亨県の境界を流れて望謨県蔗香鎮の西南にある双江口で西江本流の南盤江と合流する。南盤江は北盤江との合流後、紅水河と名を変える。

## 流域の概要

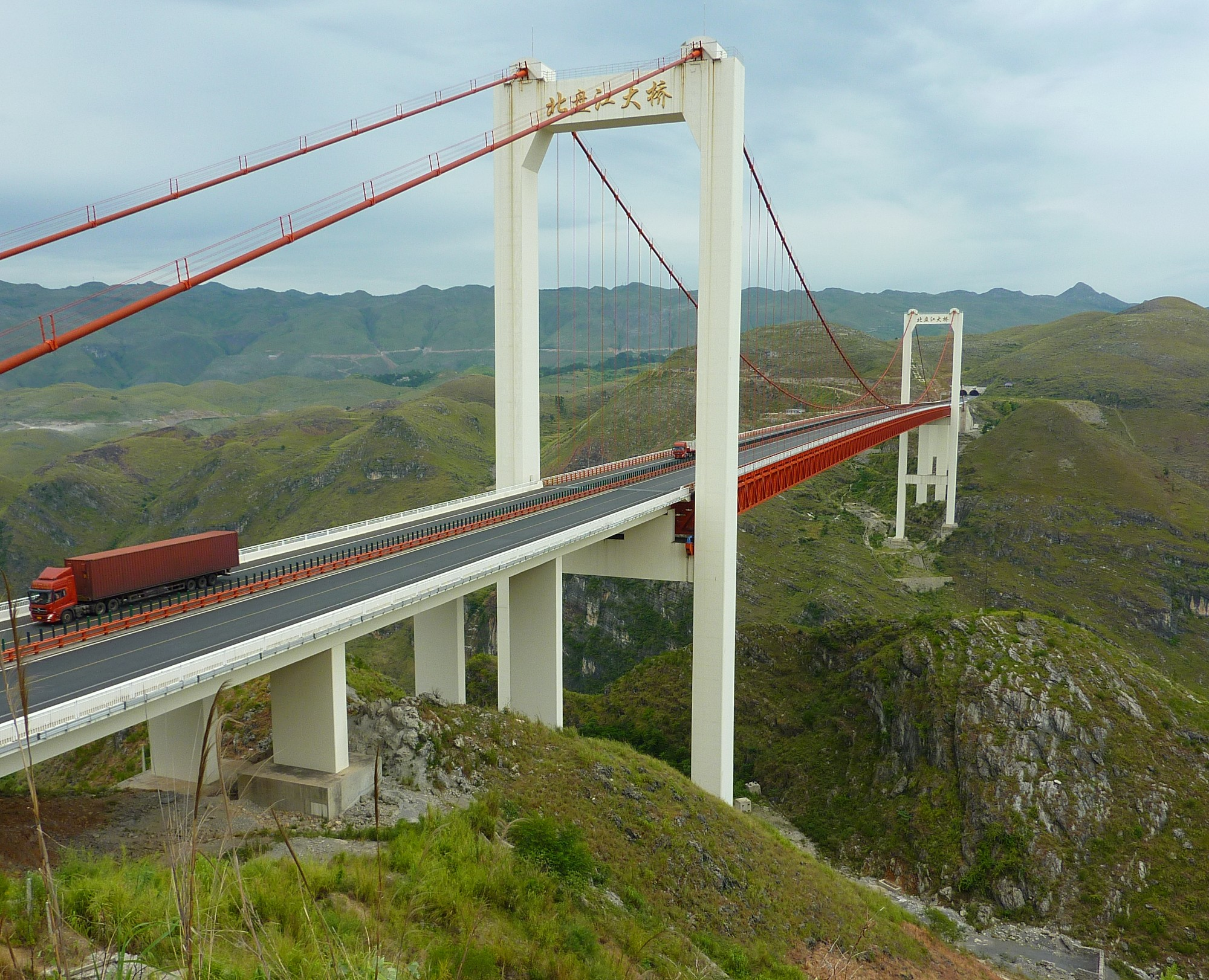
滬昆高速道路（上海・昆明高速公路）が北盤江を跨ぐところにかかる北盤江特大橋

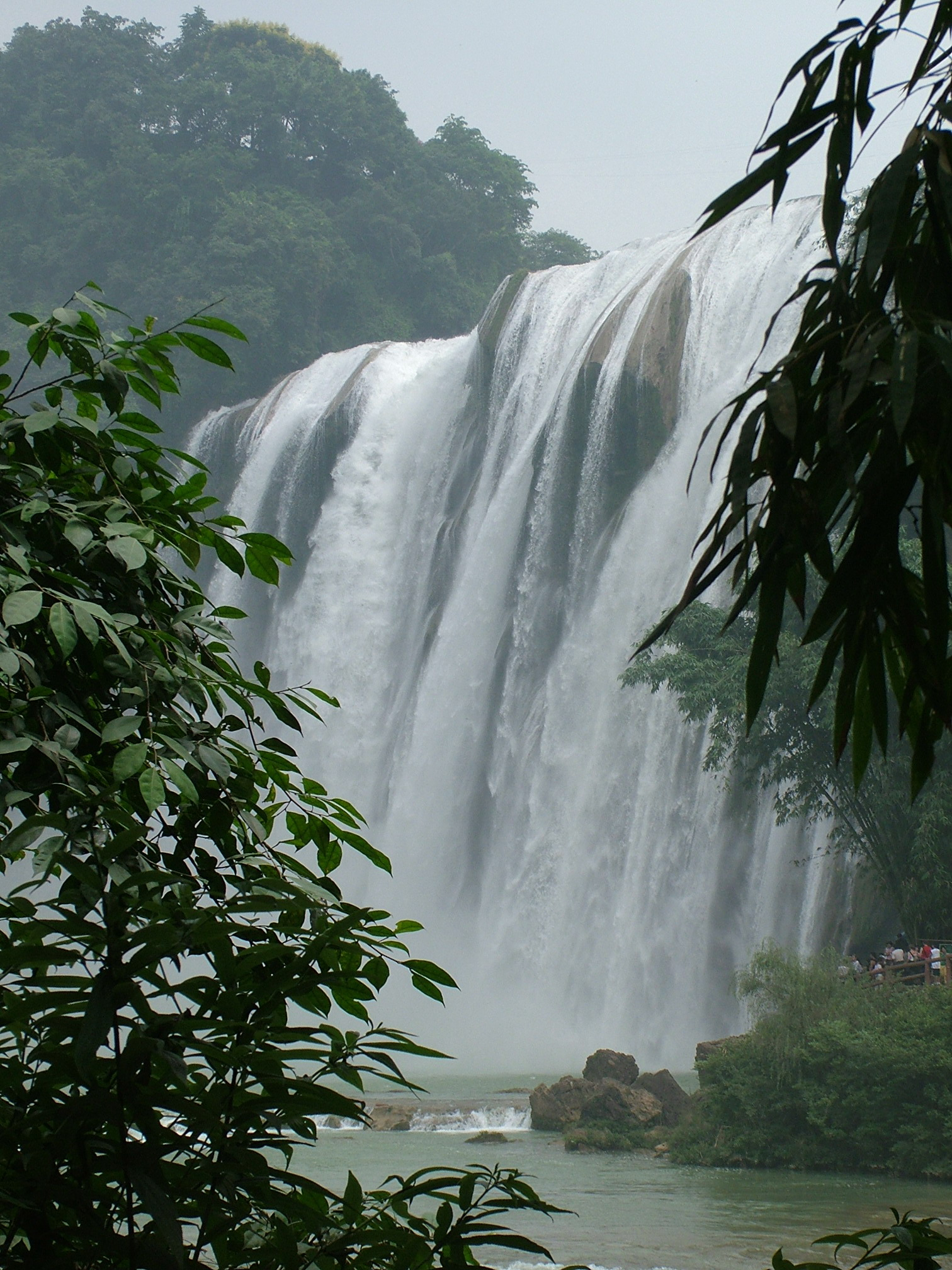
黄果樹瀑布

北盤江の流域面積は26,357平方キロメートルあり、その大部分が貴州省にある。流域は雲貴高原の東側で、流域内の地形は起伏が激しく、海抜は500～1,500メートルの間である。北盤江は多数の峡谷を貫きながら標高を下げてゆく。北盤江流域は土壌の浸食と水土流失がひどく、珠江本流の水に含まれる泥の多くは北盤江から来ている。
中流の貴州省水城県内にある北盤江大峡谷と関嶺プイ族ミャオ族自治県内にある花江大峡谷は観光開発が進み景勝地として知られる。また観光地として有名な黄果樹瀑布は北盤江の支流である打邦河のさらに支流である白水河にある。流域内には鍾乳洞が多く、多数の地下河川が流れる。
流域は水力発電所と石炭資源が豊富で、特に六枝特区には多数の炭鉱がある。北盤江は古代には南越国と夜郎を結ぶ経路であったが、深い峡谷は交通の妨げになってきた。2000年代に入り、高速道路や鉄道の大きな橋が架かるようになった。2001年には鉄道（水紅線）の北盤江大橋（長さ486メートル、高さ275メートルのアーチ橋）が、2003年には関興高速道路の北盤江大橋（長さ388メートル、高さ366メートルの吊り橋）が、2009年には滬昆高速道路の北盤江特大橋（長さ636メートル、高さ318メートルの吊り橋）が、それぞれ完成した。いずれも世界有数の高さを誇る橋である。

## 支流
北盤江流域の、流域面積1,000平方キロメートルを超える大きな川には、亦那河、拖長江、可渡河、烏都河、月亮河、麻沙河、打邦河、紅辣河、大田河の9本があり、可渡河が最大である。